# Самбука
Самбу́ка (итал. Sambuca) — итальянский и испанский традиционный напиток — ликёр с ароматом аниса. Обычно это прозрачная сладкая вязкая жидкость со специфическим ароматом и содержанием спирта 38—42 %. В то же время имеются тёмные и даже красные разновидности самбуки. Напиток изготавливают из пшеничного спирта, сахара, обыкновенного аниса, звёздчатого аниса, вытяжки из ягод или цветов бузины. В некоторые сорта добавляют пряные травы

## Название
Название самбука сходно с родовым названием бузины чёрной — Sambucus nigra. И основной версией является то, что для уравновешивания анисового аромата в самбуку добавляется вытяжка из ягод или цветов бузины. Однако крупнейший производитель самбуки — компания Молинари — утверждает, что бузина не имеет никакого отношения ни к названию, ни к содержимому напитка, что породило ряд версий происхождения названия:
- Возможно, название напитка произошло от арабского слова «zammut», которое переводится как «анис» — основной элемент самбуки.
- Есть версия, что название самбуки происходит от имени города в регионе Тоскана.
- Кроме того, возможно, что так назывался арабский тип корабля, на котором привозили этот алкогольный напиток.

## История
В средние века сарацины привезли в Рим напиток на основе звёздчатого аниса. Его употребляли как лекарственное средство и ради удовольствия в конце еды. Этот напиток считается прародителем современной самбуки.
Самбука — это итальянское изобретение. Первый ликёр с названием самбука был выпущен в 1851 году Луиджи Манци из итальянского города Чивитавеккья — Sambuca MANZI di Civitavecchia, этот ликёр выпускается до сих пор.
В 1945 году Анжело Молинари, экспериментируя в смешивании травяных настоев с винами и спиртами, разработал рецептуру ликера на основе аниса и назвал его Sambuca Extra. Он основал компанию по производству данного напитка в маленьком прибрежном городке Чивитавеккья в 80 километрах к северу от Рима. Благодаря усилиям, предпринятым сначала Анжело, его братьями — Мафалдо, Марчелло и Антонио, а позже племянниками, в частности Марио, ликёр Molinari Sambuca Extra сегодня занимает 70 % итальянского рынка самбуки.

## Способы употребления
Существует множество способов употребления самбуки, вот несколько из них:
- Традиционный итальянский способ употребления — самбука con mosca (буквально «с мухами»); самбуку подают с тремя кофейными зёрнами, брошенными в напиток. Они символизируют здоровье, богатство и счастье.
- Самбуку пьют и в чистом виде очень сильно охлаждённой в качестве дижестива.
- Напиток поджигают в стопке, дают гореть. Огонь через некоторое время гасят, и самбуку быстро выпивают, пока она тёплая.
- Берут два бокала, в один наливают ликёр, поджигают и переливают в другой бокал (или же бокал поворачивается вокруг своей оси — для того, чтобы не лопнуло стекло), затем первый бокал переворачивают и ставят на блюдце. Между блюдцем и бокалом должна быть бумажная салфетка, в неё вставлена пластмассовая трубочка). Напиток пьют, а потом вдыхают пары самбуки в первом бокале через трубочку. Кофейные зерна разгрызают.[2]
- На перевёрнутый вверх дном бокал капают несколько капель тёплой самбуки после процедуры поджигания и вдыхают через ноздрю. Обычно это третий этап после вдыхания паров через трубку.
- Также самбуку употребляют в составе коктейлей. Например, «огненный» — в высокую ровную рюмку наливают несколько слоёв алкогольных напитков в порядке возрастания крепости, а именно: любой лёгкий ликёр, шампанское, самбука, водка, абсент. Напиток поджигают и пьют через трубочку. Запивают, если надо, лимонным соком.
- Ликёр самбука является популярным компонентом слоистых шотов, таких, как «Опухоль мозга», «Хиросима»[3].
- Самбуку можно пить с ледяной водой как освежающий летний напиток с анисовым вкусом. При разбавлении напиток мутнеет из-за ухудшения растворимости эфирных масел, которыми так богат этот ликёр.
- Самбуку можно употреблять с холодным молоком, но не смешивая, а запивая.
- Также существует вариант употребления самбуки с шампанским. Стандартная пропорция 1/5. В тёплое шампанское вливают подожжённую самбуку, после чего вдыхают пары самбуки и запивают получившейся смесью шампанского и самбуки .
- Так же самбуку иногда употребляют и без всего.

- Горящая самбука
- Горящая самбука в снифтере
- Горящая самбука con la mosca